# Kazimierz Ołdakowski

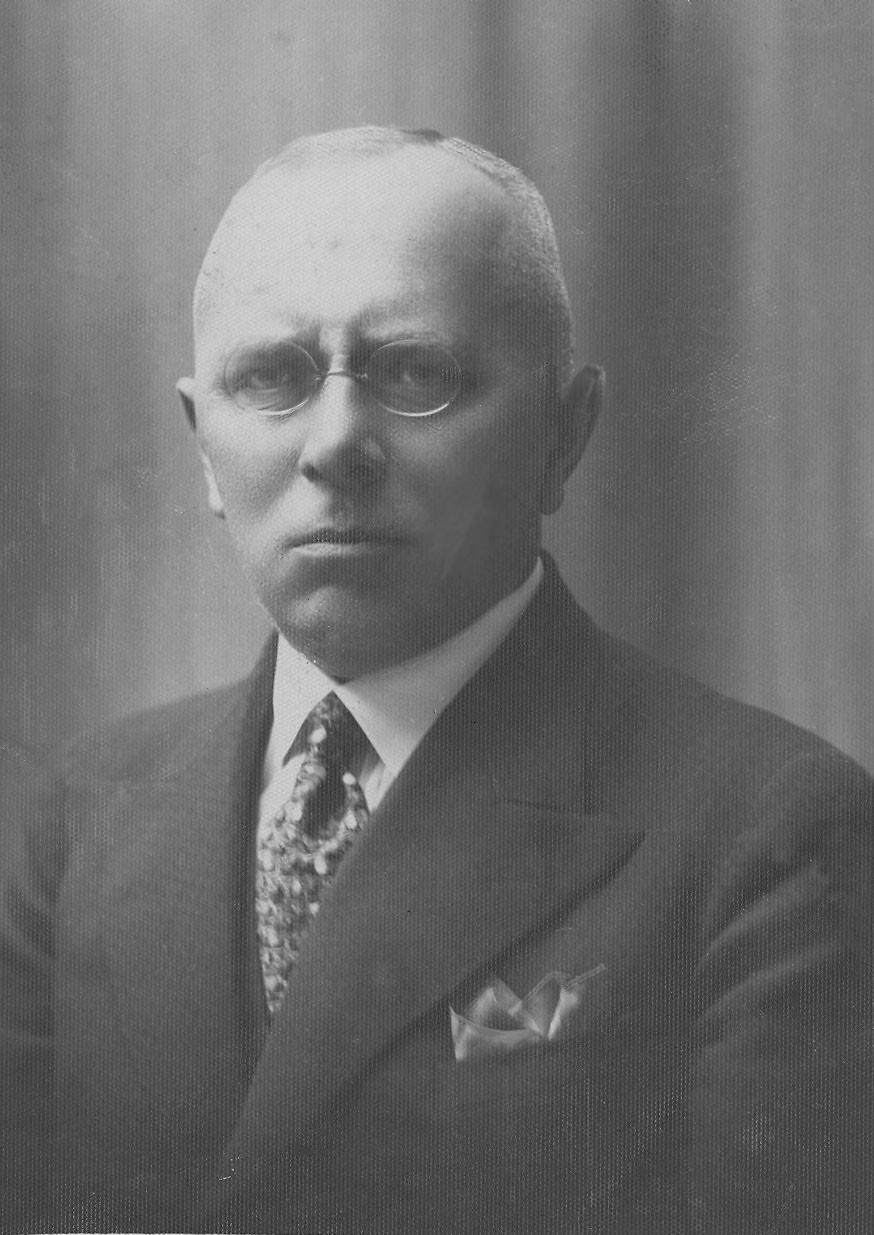
Kazimierz Ołdakowski

Kazimierz Ołdakowski (* 4. September 1878 in Kałęczyn, Kaiserreich Russland; † 30. April 1940 in Warschau) war ein polnischer Ingenieur. Er war bis September 1939 Generaldirektor der Waffenfabrik in der Großstadt Radom. Auf seine Initiative hin wurden eine Wohnsiedlung für Mitarbeiter, ein Kasino, eine Schule und ein Stadion gebaut sowie ein Park angelegt. Der nahegelegene Platz trägt seinen Namen.

## Leben und Wirken
Kazimierz Ołdakowski studierte in Sankt Petersburg und an der Technischen Hochschule Karlsruhe. In Warschau war er am Bau der „Dritten Brücke“ beteiligt. Nach dem Ersten Weltkrieg arbeitete er im Ministerium für Industrie und Handel und im Bereich der Rüstungsindustrie. Im Jahr 1922 wurde er technischer Direktor der staatlichen Waffenfabrik in Radom, die nach dem Staatsstreich von Marschall Józef Piłsudski im Mai 1926 privatisiert.
Nach dem Ausscheiden der Direktoren Andrzej Dowkontt und Oberstleutnant Stanisław Siczek wurde Ołdakowski im April 1927 Generaldirektor der späteren „Fabryka Broni“. Zwei Jahre später wurde die Produktion der Fahrradmarke Łucznik (Bogenschütze) aufgenommen. Der Maler Władysław Skoczylas lieferte die Vorlage für die grafische Darstellung des Schützen. Die verschiedenen Modelle des Unternehmens waren auch auf dem internationalen Markt erfolgreich und die Produktion konnte von etwa 5.800 Stück 1931 auf 19.000 in 1938 gesteigert werden. Der Bau einer neuen Werkshalle wurde durch den deutschen Überfall auf Polen verhindert. Zur zivilen Produktion gehörten auch Lenker für Sokół-Motorräder, Jagdgewehre, Reibahlen, Fallhämmer, Fräs- und Schleifmaschinen.
Durch Ministerbeschluss wurde die Radomer „Fabryka Broni“ in den 1930er Jahren zum einzigen Hersteller von Mauser-Gewehren und Karabinern wz. 29 sowie wz. 98a des Landes. In der Zwischenkriegszeit lieferte die Fabrik etwa 470.000 Gewehre und Karabiner sowie über 30.000 Vis-Pistolen an die polnische Armee. In der zweiten Hälfte der 1930er Jahre wurde der Übergang der Fabrik auf eine Kriegsproduktion simuliert und versucht die Logistik des Unternehmens entsprechend zu verbessern. Nicht alle Pläne konnten bis September 1939 ihren Abschluss finden. Die Zahl der Beschäftigten des Werks wurde von 2500 Anfang der 1930er Jahre auf etwa 3000 im Sommer 1939 gesteigert, darunter waren fast 600 Frauen.

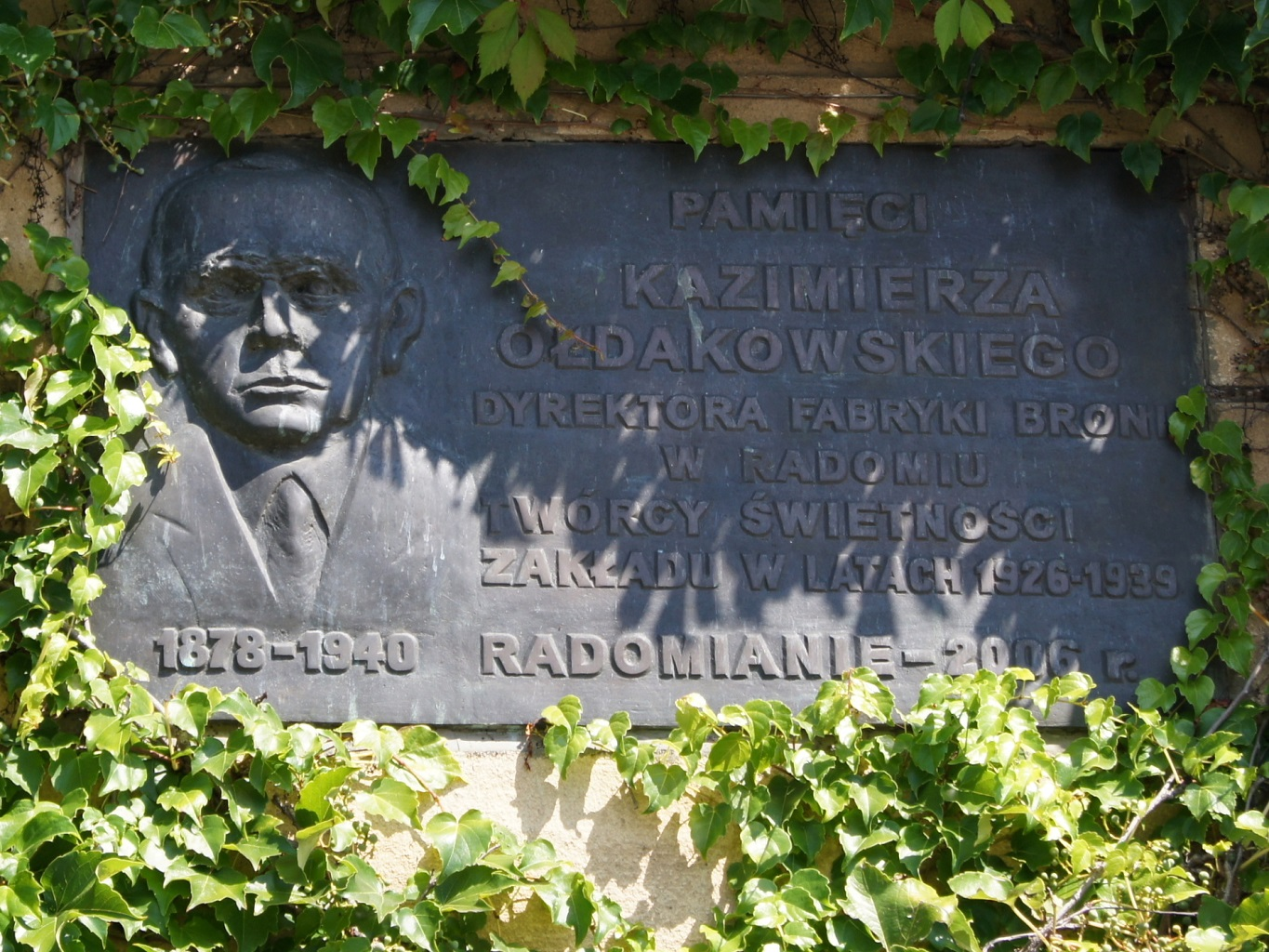
Gedenktafel von 2006

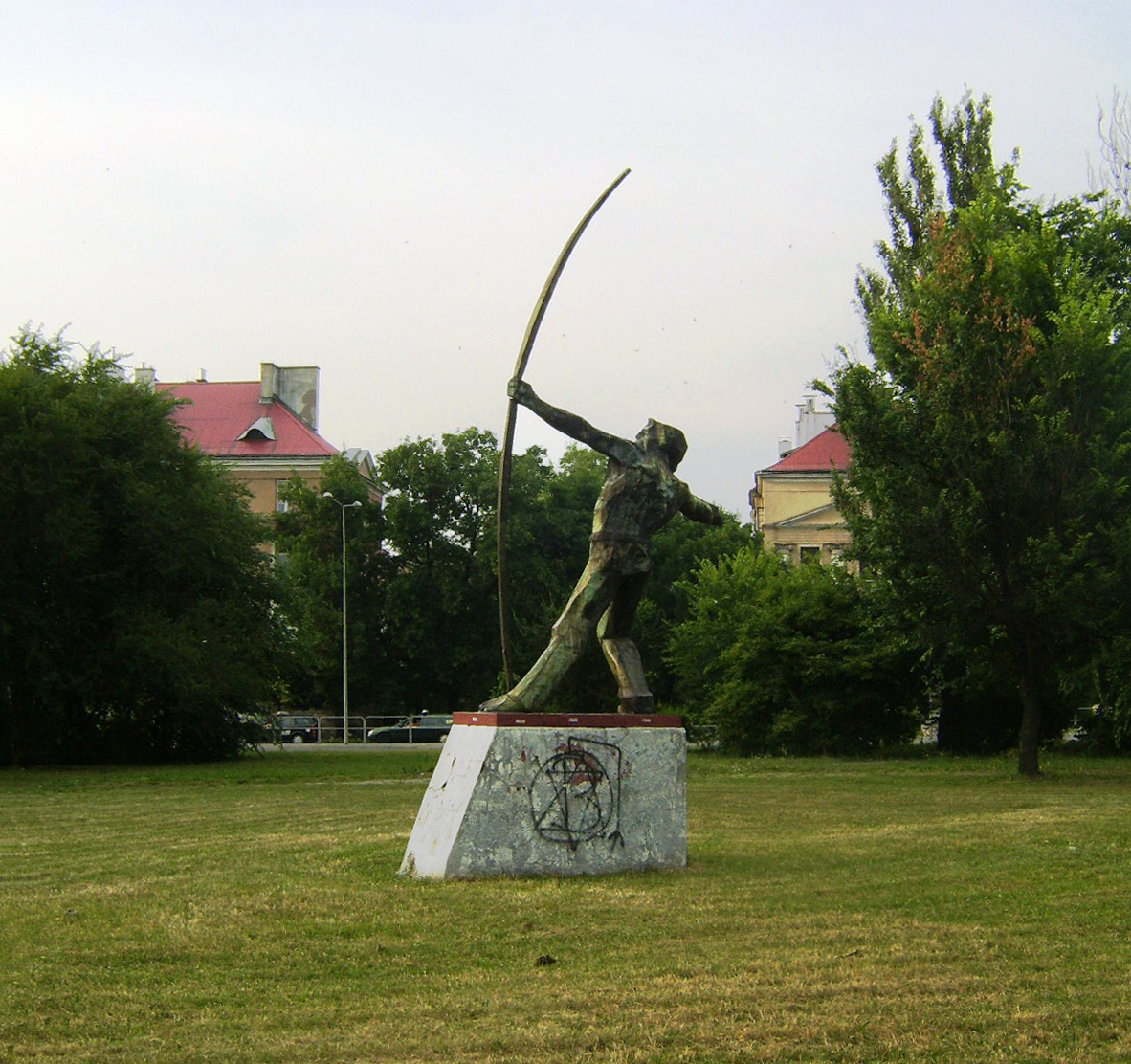
Plac Kazimierza Ołdakowskiego mit dem Łucznik

Ołdakowski ließ für die Mitarbeiter eine Siedlung errichten, die zum Kern des späteren Stadtteils Planty wurde. Die Arbeiterwohnungen hatten eine durchschnittliche Fläche von fünfzig Quadratmetern und verfügten über fließendes Wasser, Strom und Gas. Da ein erheblicher Teil der Werksangehörigen alleinstehende Männer waren, handelte es sich bei einem Großteil um sogenannte kawalerki mit einer separaten Toilette. Um vielen Mitarbeitern Wohnungen zur Verfügung zu stellen, erhielten die meisten Wohnungen keine Badezimmer. Das Volksbad Planty 5a konnte auch von Familienangehörigen genutzt werden. Der Werkskindergarten konnte 180 Mädchen und Jungen betreuen. Die zusammen mit der Schulleitung geplante Gabriel-Narutowicz-Schule war 1927 die modernste Grundschule der Stadt. Ebenso war das Werk am Bau der Staatlichen Technischen Mittelschule beteiligt.
Das Arbeiterkasino an der Kościuszko-Straße umfasste einen Theater- und Kinosaal, eine Turnhalle, eine Bibliothek mit Lesesaal und einen Speisesaal. Bis September 1939 blieb es eine wichtige kulturelle Einrichtung und Standort vieler Vereine der Fabrik. Als einzige soziale Organisation des Unternehmens leitete Ołdakowski den Fabrikverein des Polnischen Roten Kreuzes, bei dem jeder Mitarbeiter zur Zugehörigkeit verpflichtet war. An der Narutowicz-Straße wurde ein Sportstadion (später MOSiR-Station) errichtet, das auch eine der wenigen Radrennbahnen des Landes und ein Schwimmbad umfasste. Die Förderung des Radsports diente auch der Produktwerbung. Neben den bekannten Fußballmannschaften und Boxteams des Werksvereins Broń Radom gab es auch die vormilitärische Abteilung der LOPP, deren Wrona im April 1934 ihren Erstflug hatte. Auf dem ehemaligen Flugfeld in Sadków wurde 2014 der Flughafen Radom eröffnet.
Im Februar 1929 wurde Ołdakowski zum Präsidenten der Ortsgruppe der Polskie Towarzystwo Krajoznawcze (PTK) gewählt. Deren Regionalmuseum wurde am 30. März 1930 in einem Wohnblock des Werks eröffnet.
Nach dem Überfall auf Polen flüchtete Kazimierz Ołdakowski nach Warschau. Im Frühjahr 1940 spürte ihn dort die Gestapo auf. Er wählte den Freitod und sprang aus dem Fenster.

## Gedenken
Am 10. November 2006 wurde an dem Haus, in dem er lebte, eine Gedenktafel angebracht. Der Stadtrat entschied im Herbst 2010 den nach „General Walter“ benannten Platz mit der Skulptur des Łucznik in Plac Kazimierza Ołdakowskiego umzubenennen. Er war ein Teil des Parks, den Ołdakowski vor dem Werksgelände anlegen ließ. Zuvor hatte der Freitod des Geehrten für Kontroversen im Stadtrat gesorgt.